# Weißbauchgirlitz
Der Weißbauchgirlitz (Crithagra dorsostriata, Syn.: Serinus dorsostriatus, Dendrospiza dorsostriata) ist eine Finkenart aus der Unterfamilie der Stieglitzartigen. Die Art wird gelegentlich in Europa als Ziervogel gehalten.
Es werden mehrere Unterarten unterschieden. Die IUCN stuft den Weißbauchgirlitz als nicht gefährdet (least concern) ein. 

## Erscheinungsbild
Der Weißbauchgirlitz erreicht eine Körperlänge von 11,5 bis 13 Zentimetern. Die Gefiederfärbung ist auf der Körperoberseite girlitzartig. Die Stirn, der Überaugenstreif, die Wangen sowie die Körperunterseite sind gelb. Von der Schnabelbasis ausgehend verläuft ein schwarzer, nicht scharf gezeichneter Bartstreif. Weibchen haben eine ähnliche Gefiederfärbung. Sie sind jedoch auf der Körperunterseite und am Kopf weniger stark gelb gefärbt und sind an diesen Stellen stärker gestrichelt.
Der Weißbauchgirlitz kann mit dem Mosambikgirlitz verwechselt werden. Der Mosambikgirlitz hat anders als der Weißbauchgirlitz jedoch einen sehr scharf gezeichneten Bartstreif. Der Weißbauchgirlitz hat außerdem längere Steuerfedern. 

## Verbreitung und Lebensraum
Das Verbreitungsgebiet des Weißbauchgirlitz ist der Osten Afrikas. Es reicht von Äthiopien und Somalia über Kenia und Uganda bis nach Tansania. In einigen Regionen seines Verbreitungsgebietes kommt er noch in Höhenlagen von 2.650 Meter vor, er ist aber meist in Höhenlagen zwischen 400 und 1.400 Metern anzutreffen.
Der Lebensraum des Weißbauchgirlitz sind Savannen und buschreiche Ufer. Besonders häufig ist er in der Nähe undurchdringlicher Dornendickichte anzutreffen. Der Weißbauchgirlitz hat sich auch menschlichen Siedlungsraum erschlossen und kommt auf Wegen, Feldern und Plantagen vor.

## Lebensweise
Der Weißbauchgirlitz sucht seine Nahrung überwiegend auf dem Erdboden, aber gelegentlich auch in niedrigen Büschen. Er lebt überwiegend einzelgängerisch, gelegentlich können Trupps bis zu sechs Individuen beobachtet werden.
Das Nest wird vom Weibchen gebaut. Die Brutzeit beträgt 14 bis 16 Tage und ausschließlich der weibliche Elternvogel brütet. Auch in der ersten Lebenswoche werden sie allein vom Weibchen versorgt und gehudert. Der männliche Elternvogel beteiligt sich ab der zweiten Lebenswoche der Nestlinge an der Aufzucht. Die Nestlingszeit beträgt siebzehn bis neunzehn Tage. Die Jungvögel werden nach dem Verlassen des Nests weitere zwei Wochen von den Elternvögeln versorgt, bis sie selbständig sind.

## Einzelbelege
1. ↑   Fry et al., S. 484
2. ↑   Fry et al., S. 483